# CSTL1
CSTL1‏ (Cystatin like 1) هوَ بروتين يُشَفر بواسطة جين CSTL1 في الإنسان.